# 特里斯 (堪薩斯州)
特里斯（英語：Treece）為美國堪薩斯州切羅基縣境內之鬼鎮，也是過去三州礦區的一部分。根據2010年美國人口普查，此地人口有138人。該地由於在過去採礦時所造成的鉛污染問題而於2012年5月被廢除，而當地大部分建築與設施也被拆除。2012年，當地兩位居民仍然拒絕美国国家环境保护局（EPA）之收購，其中一位已於2016年逝世。

## 歷史
由於採礦作業之關係，因而在20世紀初成立了特里斯，以及皮徹、卡定、杜塞特等毗鄰城市。此城市以房地產經紀人J·O·特里斯（J. O. Treece）為名。當地首間郵政局於1917年成立。特里斯為铅、锌及铁矿之主要供應地。特里斯與皮徹等地在盛產時期之人口合計超過20,000人，且在第一次世界大战與第二次世界大战期間生產了價值200億美元之礦產。當地人口與礦產量於1970年代後急速減少。
位在奧克拉荷馬州皮徹北部不到1英里處之特里斯因鉛污染而關閉，美国国家环境保护局收購當地居民的房地產。根據報導指出，美国国家环境保护局欲清除特里斯境內之土壤，而非讓當地居民離開家園，然而美国国会在2009年10月30日通過了一則環境撥款法案後，准許美国国家环境保护局收購此城市。當地居民需於2010年8月31日前完成收購之申請，同年12月對已申請收購的80位居民進行報價。2012年5月2日，特里斯境內唯一一對夫妻仍然拒絕收購要求，並持續居住在當地的雙寬活動房屋中。當地除了該對夫妻住所外，其餘建築與設施皆已出售、遷移或拆除。
2012年，堪薩斯州政府正式廢止特里斯市。

## 地理
特里斯坐落在北緯37度0分3秒、西經94度50分36秒（亦可表示成37.0009005, -94.8432847）根據美国人口调查局的資料，此城市總面積為0.1平方英里（0.26平方），全境皆為陸地。

## 人口統計
| 调查年                             | 人口 | 备注 | %±     |
| ---------------------------------- | ---- | ---- | ------ |
| 1930                               | 749  |      | —      |
| 1940                               | 568  |      | −24.2% |
| 1950                               | 378  |      | −33.5% |
| 1960                               | 280  |      | −25.9% |
| 1970                               | 225  |      | −19.6% |
| 1980                               | 194  |      | −13.8% |
| 1990                               | 172  |      | −11.3% |
| 2000                               | 149  |      | −13.4% |
| 2010                               | 138  |      | −7.4%  |
| 2016年估计                         | 1    |      | −99.3% |
| U.S. Decennial Census, Census 2000 |      |      |        |

### 2010年人口普查
根據2010年美國人口普查，特里斯人口有138人，其中男性有75人，女性有63人，人口密度為每平方公里530.8人，住房計55戶。城市內的白人有110人，非裔美國人有0人，美國原住民有14人，亞裔美國人有0人，太平洋島裔美國人有0人，其他種族有0人，混血種族則有14人。此外城市內有5人為西班牙裔或拉丁裔美國人。
此城市之戶籍數計有55戶，其中已婚夫婦且同居者有26戶，無妻男性住戶有2戶，無夫女性住戶有7戶。另外無家庭者有20戶，其中獨居住戶有18戶。
此城市居民之年齡結構，未滿18歲者有29人；18歲至24歲之間者有20人；25歲至44歲之間者有26人；45歲至64歲之間者有44人；65歲（含）以上者有19人。此城市之年齡中位數為40.8歲，而男性年齡中位數為40.5歲，女性年齡中位數為43.5歲。

### 2010年代
截至2012年5月，特里斯境內僅有一對夫妻因拒絕美国国家环境保护局之收購而仍居住在當地。
2016年8月30日，當地住戶提摩西·巴斯比（Timothy Busby）逝世，享年54歲。

## 外部連結
- EPA officially notifies Treece of buyout, The Wichita Eagle
- "Mined Lands" video （页面存档备份，存于）, KTWU
- Mining Town Minerals （页面存档备份，存于）, Kansas Historical Society
- Cherokee County Maps: Current （页面存档备份，存于）, Historic （页面存档备份，存于）, KDOT